# Francolí noble
El francolí noble (Pternistis nobilis) és una espècie d'ocell de la família dels fasiànids (Phasianidae) que habita la selva de les muntanyes de l'est de la República Democràtica del Congo, oest d'Uganda i Ruanda.